# Barylypa orestes
Barylypa orestes là một loài tò vò trong họ Ichneumonidae.